# Peacock (canción)
«Peacock» —en español: «Pavo real»— es una canción interpretada por la cantante y compositora estadounidense Katy Perry e incluida en su segundo álbum de estudio, Teenage Dream. Compuesta por ella, Mikkel S. Eriksen, Tor Erik Hermansen y Ester Dean, la producción quedó a cargo de esta última y Stargate. El sello discográfico de la intérprete estaba en contra de incluirla en su disco debido a que nombra de forma explícita el pene. «Peacock» recibió críticas negativas y comparaciones con el éxito de la década de 1980, «Mickey» de Toni Basil y con «Hollaback Girl» de Gwen Stefani.
Aunque Capitol Records no la lanzó como un sencillo, entró a algunas listas musicales. En el Reino Unido no logró mucho éxito, mientras que en los Estados Unidos encabezó la lista Dance/Club Play Songs durante una semana lo que lo convierte en el tercer tema del álbum en llegar a la cima del conteo. Perry la interpretó en su gira mundial California Dreams Tour, de 2011. En el escenario, la cantante usaba un traje de colores brillantes.

## Antecedentes

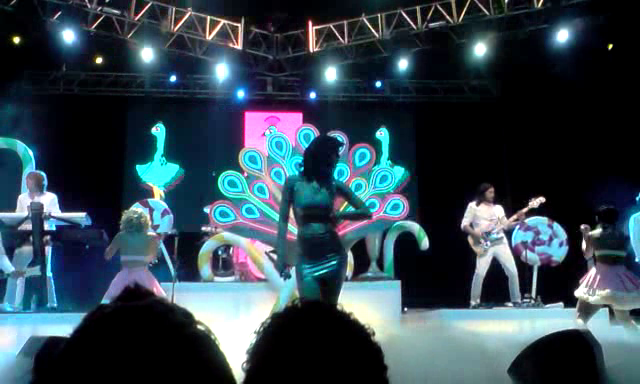
Perry cantando «Peacock» en agosto de 2010.

Mikkel S. Eriksen, Tor Erik Hermansen y Ester Dean ayudaron a Perry a escribir «Peacock» para su segundo álbum de estudio. Según la cantante, el objetivo de componerla era «jugar con las palabras». A mitad de la grabación del disco, la intérprete le dijo a sus fanáticos que «mira, tengo muchas joyas pero aún no tengo la corona. Realmente aún no tengo una presentación totalmente desarrollada». Con esto, decidió volver al estudio de grabación con la ayuda de Stargate, un equipo de producción que colaboró en la culminación de Teenage Dream, durante una sección hicieron varias canciones, entre ellas: «Firework» y «Peacock».
Inicialmente, Capitol Records estaba en contra de incluirla como una pista de Teenage Dream, ya que la consideraban «muy polémica». Perry declaró que: «Todos estaban un poco preocupados por la repetición explícita de la palabra "pene", de repente tuvo un déjà vu, recordando que querían hacer lo mismo con "I Kissed a Girl"». Descontenta con la idea de hacer música solo para adolescentes, Perry afirmó: «Ellos me dijeron: "Nosotros no lo vemos como un sencillo, no lo queremos en el disco", y yo pensando "son unos idiotas"». 
En una entrevista con Entertainment Weekly, la intérprete dijo: «Estoy esperando que sea un himno para el orgullo gay [...] Los pavos reales representan mucha individualidad [...] No es técnicamente un "quiero ver tu pene"». Antes del lanzamiento de álbum, la cantó en una presentación en el MTV World Stage en Malasia a principios de agosto de 2010.

## Composición

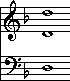
Está compuesta en la tonalidad de re menor.

«Peacock» es una canción dance pop con un ritmo rápido de música house que cuenta con una duración de tres minutos y cincuenta y dos segundos. Está compuesta en la tonalidad de re menor y está establecida en un compás de 4/4, con un tempo de 138 pulsaciones por minuto. El registro vocal de Perry abarca más de una octava, desde si♭3 hasta re♯5. Líricamente, contiene un doble sentido en la redacción. La escritora Willa Paskin de la revista New York observó el objetivo de la intérprete, «ella buscaba una palabra común para el genital masculino, y lo hizo». Paskin también escribió que «Peacock» es el ejemplo de una pista polémica que usa esta figura literaria. Perry se ha considerado como «la chica más insinuante de todo el mundo». Durante una entrevista con MTV News, dijo que «es una fanática de los juegos de palabras» y que de alguna manera u otra, busca introducir esta técnica en su música. En un fragmento, pregunta varias veces «Are you brave enough to let me see your peacock?» —en español: «¿Eres lo suficientemente valiente para dejarme ver tu pavo real?»—, haciendo referencia para ver el genital masculino. Chris Ryan de MTV, la comparó con el himno de las porristas «Mickey» de Toni Basil, dado que ambas están influenciadas por el uso del doble sentido. La escritora Lah Greenblatt de Entertainment Weekly, la llamó como «una reminiscencia del éxito de Basil en la década de 1980». Rob Sheffiel de Rolling Stone señaló que «las dos canciones comparten un sonido encantador», y también escribió que «es una secuela de "Hollaback Girl" de Gwen Stefani».

## Recepción

### Comentarios de la crítica

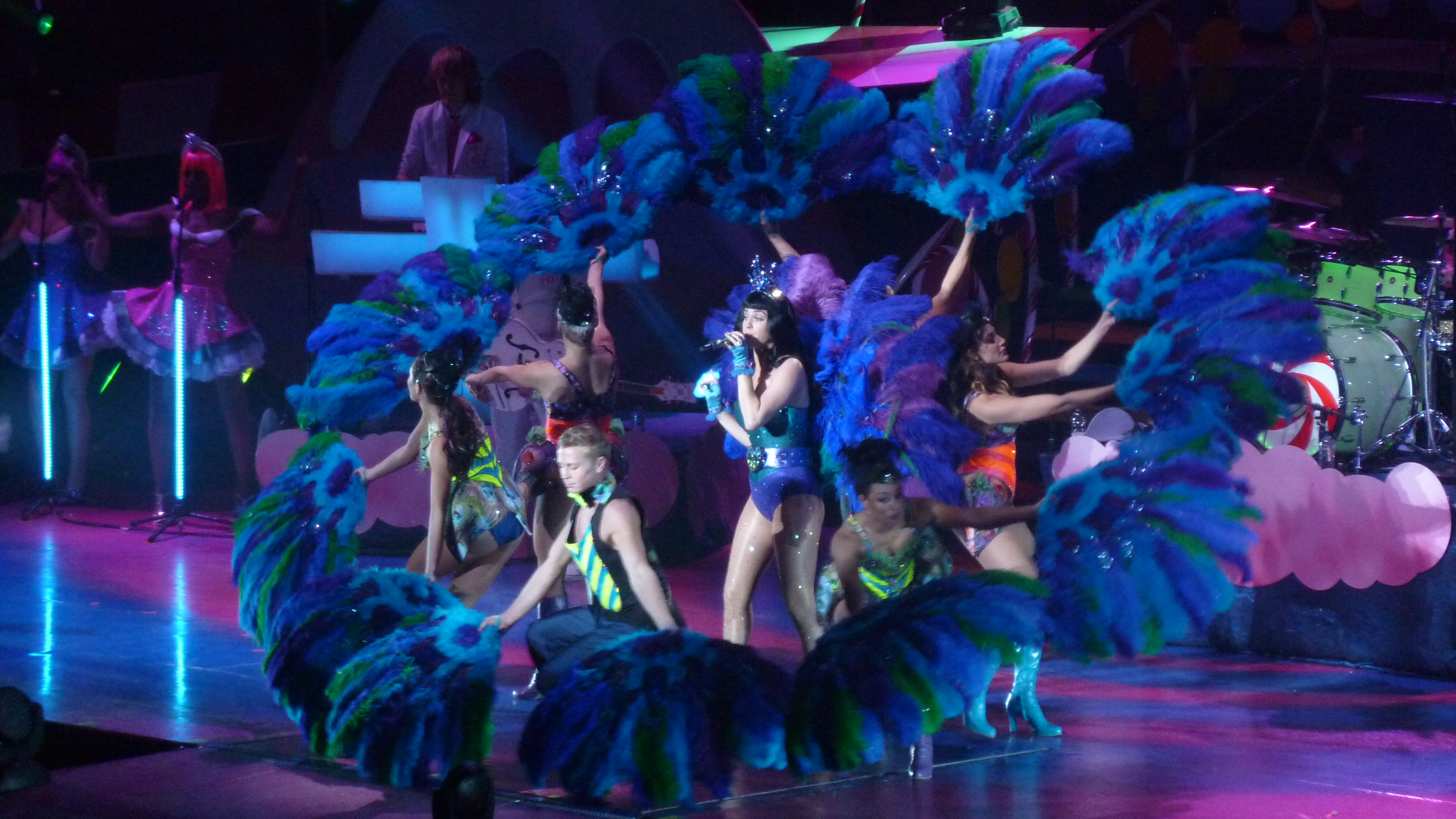
Perry interpretando la canción en Dublín durante su gira mundial California Dreams Tour, de 2011.

El tema recibió en su gran mayoría críticas negativas, inicialmente por el uso explícito de la palabra «pene». El escritor de Chicago Tribune, Greg Knot, dijo que «la adaptación 'Peacock' del ritmo de 'Mickey' de Toni Basil en una sugerente metáfora “a duras penas se puede calificar como un chiste verde, y menos como una canción”». Stephen Thomas Erlewine de Allmusic definió a la cantante como «una desesperada» al componer una pista que nombra explícitamente el genital masculino. Thomas concluyó su revisión diciendo que «toda esta provocación estilizada es agotadora, y no simplemente por ser demasiada (realmente, ninguna es excitante). Es cansina porque en el fondo Perry es una chica chapada a la antigua y no se identifica con esta incitación agresiva».
Elysa Gardner del diario USA Today aconsejó a las personas que comprarían el disco que no escucharan la canción. Matthew Cole, de Slant Magazine, opinó que le resultaba difícil encontrar una pista más irritante que «Peacock». Él manifestó que «el tema va a causar una gran cantidad de opiniones negativas para Teenage Dream, dado que es pontencialmente mala, hasta el punto de que, una vez que la oíste, convencerás a otra persona para que le escuche y ambos estarían preguntándose si realmente existe este tipo de cosas». El escritor Mikael Wood, de Spin Magazine, comentó que «contiene un doble sentido tan básico que hasta Ke$ha podría enojarse».
Rudy Klapper de Sputnikmusic apostó que «"Peacock" nunca entrará en las tablas de ventas musicales, sobre todo porque es una canción terrible con un doble sentido tan evidente que haría sonrojar a Ke$ha». Klapper también dijo que «la letra no muestra la gran habilidad de composición de Perry». Chris Richard de The Washington Post señaló que «Teenage Dream es pegadizo», pero invitó a los oyentes del álbum a que prestaran más atención en la canción a la que él criticaba, describió el estribillo como un «parásito», opinó que «la gran parte de la letra haría que la gente quisiera apagar la radio». La revista mensual The Advocate la calificó como «muy gay». Bill Lamb de About.com la destacó por su ritmo «agradable y pegadizo».

### Desempeño comercial
A pesar de que Capitol Records no la lanzó como un sencillo, logró entrar en algunas listas de ventas musicales en todo el mundo. En Canadá, alcanzó la posición número cincuenta y seis. Por otro lado, hizo lo mismo en la República Checa, donde debutó en el puesto número cincuenta y dos. Tuvo un bajo rendimiento en el conteo del Reino Unido, en la semana del 11 de septiembre de 2010, llegó a la posición número 125. En los Estados Unidos, alcanzó el primer puesto del Dance/Club Play Songs, después de estar más de ocho semanas sustituyendo a «In for the Kill» de La Roux. Sin embargo, en la semana siguiente, había sido precedida por «I Like That» de Richard Vission. El 9 de junio de 2012, recibió un disco de oro por parte de la RIAA debido a que vendió más de medio millón de copias en los Estados Unidos.

## Interpretaciones en directo y otras versiones

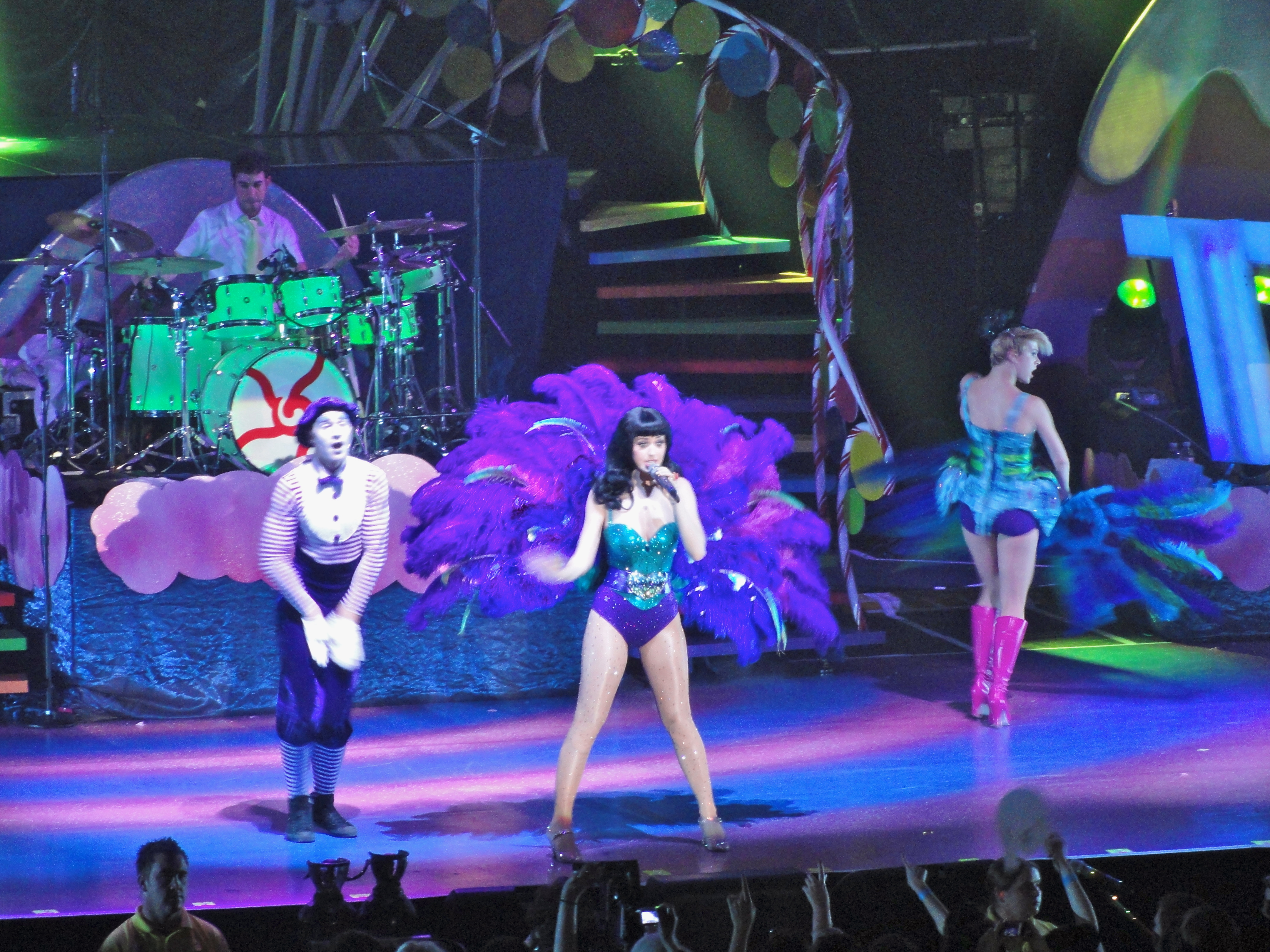
Perry interpretando «Peacock» en su California Dreams Tour, de 2011.

Para la mayoría de las presentaciones, la cantante usaba un traje de color aguamarina brillante y lo complementaba con una pieza de plumas artificiales de pavo real atada a su espalda. La primera actuación tuvo lugar en el MTV World Stage de Malasia, en agosto de 2010. El escenario había sido decorado con una temática de dulces, al fondo mostraban un video de un ojo azul que aumentaba y disminuía de tamaño, mientras, Perry llevaba un maillot blanco y un tutú. En noviembre, Perry también interpretó «Peacock» en el Roseland Ballroom de New York, donde apareció dentro de un pastel gigante sorprendiendo al público, vestida con un traje de color púrpura.
Además, la cantante la incluyó en su repertorio musical de su gira mundial California Dreams Tour, de 2011. Al interpretarla, la actuación contaba con una coreografía donde los bailarines tenían en sus manos abanicos de plumas azules. Jim Abbot de Orlando Sentinel escribió que la presentación era «la etapa más destacada del concierto». Ryan James Yezak, quien ya había parodiado canciones de Perry como «California Gurls», hizo lo mismo con «Peacock». En menos de dos días de su lanzamiento, la parodia recibió más de 130 000 comentarios en Internet.

## Formatos y remezclas
- Descarga digital

| «Peacock (Cory Enemy & Mia Moretti Remix)» - Sencillo |                                            |          |  |
| N.º                                                   | Título                                     | Duración |  |
| 1.                                                    | «Peacock»                                  | 3:52     |  |
| 2.                                                    | «Peacock» (Cory Enemy & Mia Moretti Remix) | 5:32     |  |

| «Peacock» (Remixes) |                                                     |          |  |
| N.º                 | Título                                              | Duración |  |
| 1.                  | «Peacock» (Hector Fonseca Club Mix)                 | 8:37     |  |
| 2.                  | «Peacock» (Hector Fonseca Main Squeeze Club Mix)    | 8:51     |  |
| 3.                  | «Peacock» (Hector Fonseca Main Squeeze Dub)         | 7:46     |  |
| 4.                  | «Peacock» (Cory Enemy & Mia Moretti Vocal Club Mix) | 5:30     |  |
| 5.                  | «Peacock» (Manny Lehman Club Mix)                   | 9:53     |  |
| 6.                  | «Peacock» (Manny Lehman Tribal Dub)                 | 10:31    |  |

## Semanales
| Canadá          | Canadian Hot 100                      | 56  |
| Estados Unidos  | Bubbling Under Hot 100 Singles        | 5   |
| Estados Unidos  | Dance/Club Play Songs                 | 1   |
| Estados Unidos  | Digital Songs                         | 67  |
| Reino Unido     | UK Singles Chart                      | 125 |
| República Checa | Czech Republic RADIO TOP100 Oficiální | 52  |

### Sucesión en lista
| Predecesor: «In for the Kill» de La Roux | Dance/Club Play Songs — Canción número uno 4 de diciembre de 2010 — 11 de diciembre de 2010 | Sucesor: «I Like That» de Richard Vission |

### Certificación
| País           | Organismo certificador | Certificación | Ventas certificadas | Simbolización | Ref.   |
| -------------- | ---------------------- | ------------- | ------------------- | ------------- | ------ |
| Estados Unidos | RIAA                   | Platino       | 1 000 000           | ●             | [ 30 ] |

## Créditos y personal
- Katy Perry: voz y composición.
- Mikkel S. Eriksen: composición, grabación e instrumentos.
- Ester Dean: composición y producción.
- Tor Erik Hermansen: composición e instrumentos.
- Miles Walker: grabación.
- Stargate: producción.
- John Hanes: ingeniería de audio.
- Serban Ghenea: mezcla.
- Tim Roberts: asistente.

Fuente: Discogs y folleto de Teenage Dream.